# BMW Brutus
Pour les articles homonymes, voir BMW (homonymie) et Brutus.
La BMW Brutus est une voiture à moteur d'avion monoplace expérimentale de 1917, du constructeur automobile allemand BMW, à moteur V12 BMW VI.

## Histoire
Gustav Otto fonde son industrie « Gustav Otto Flugmaschinenfabrikun » (usine de machines volantes Gustav Otto) à Munich en 1911, industrie de moteur d'avion, à base des premiers moteurs à explosion inventés par son père Nikolaus Otto. 

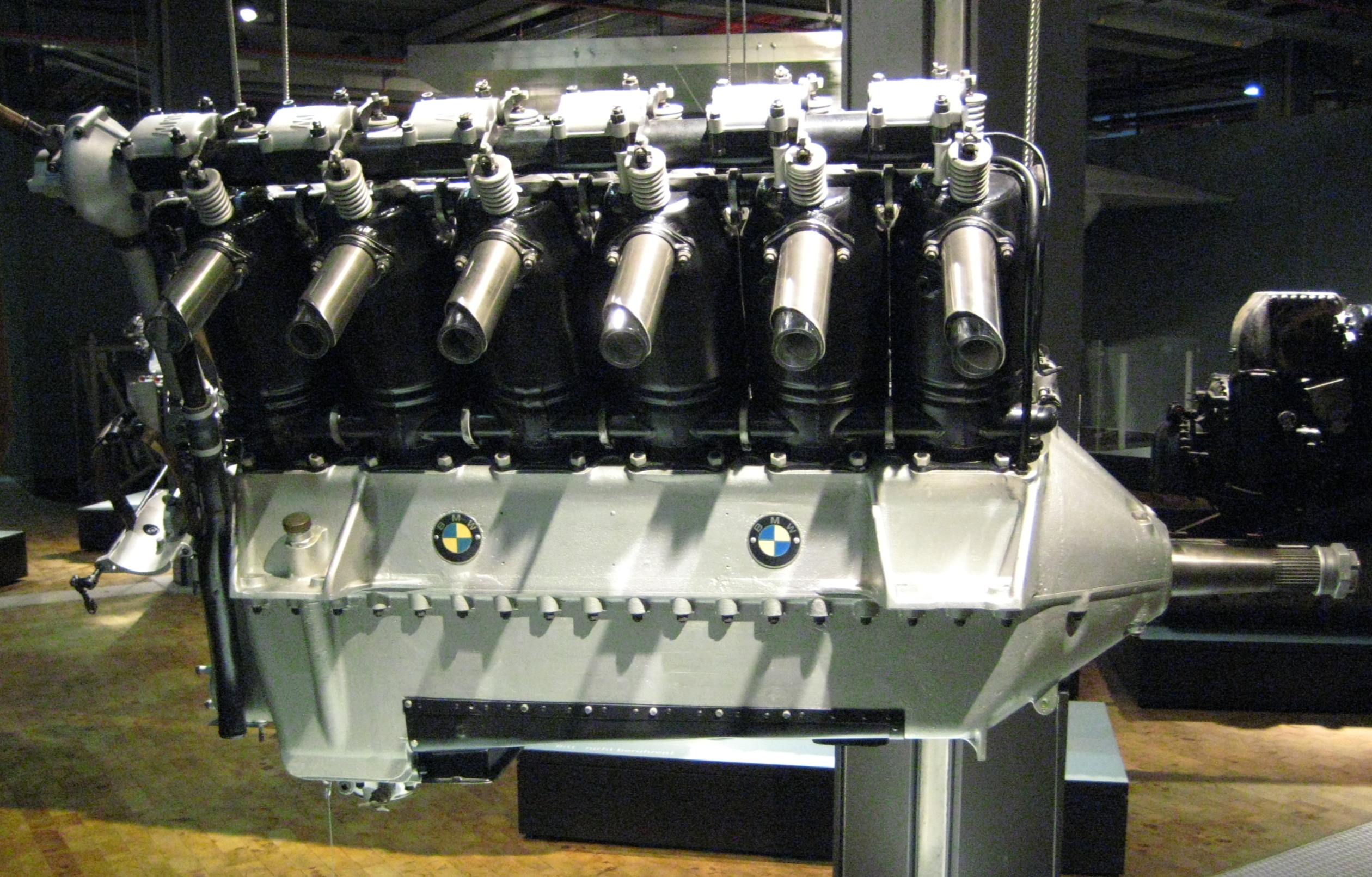
Moteur V12 BMW VI, de 47 L.
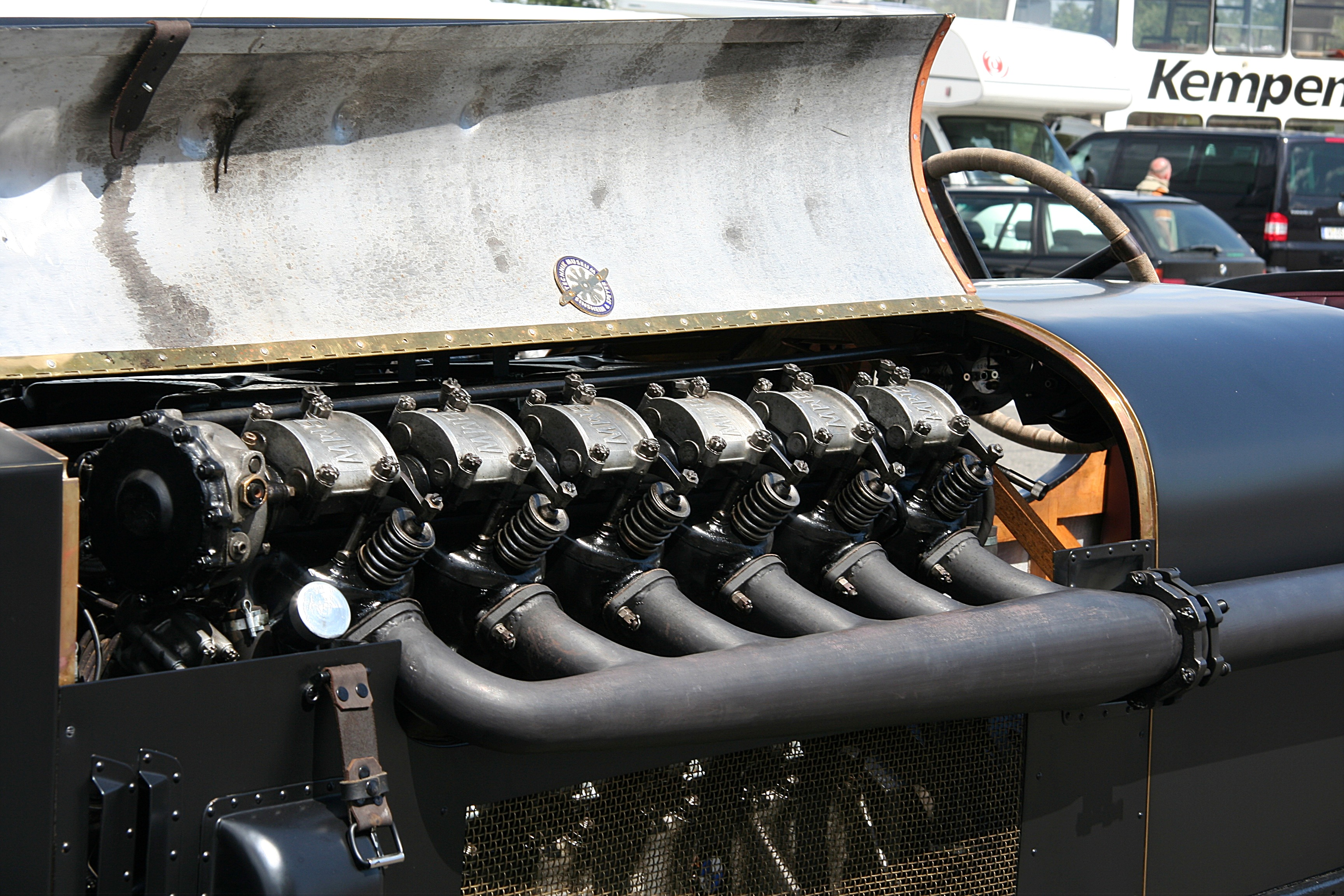
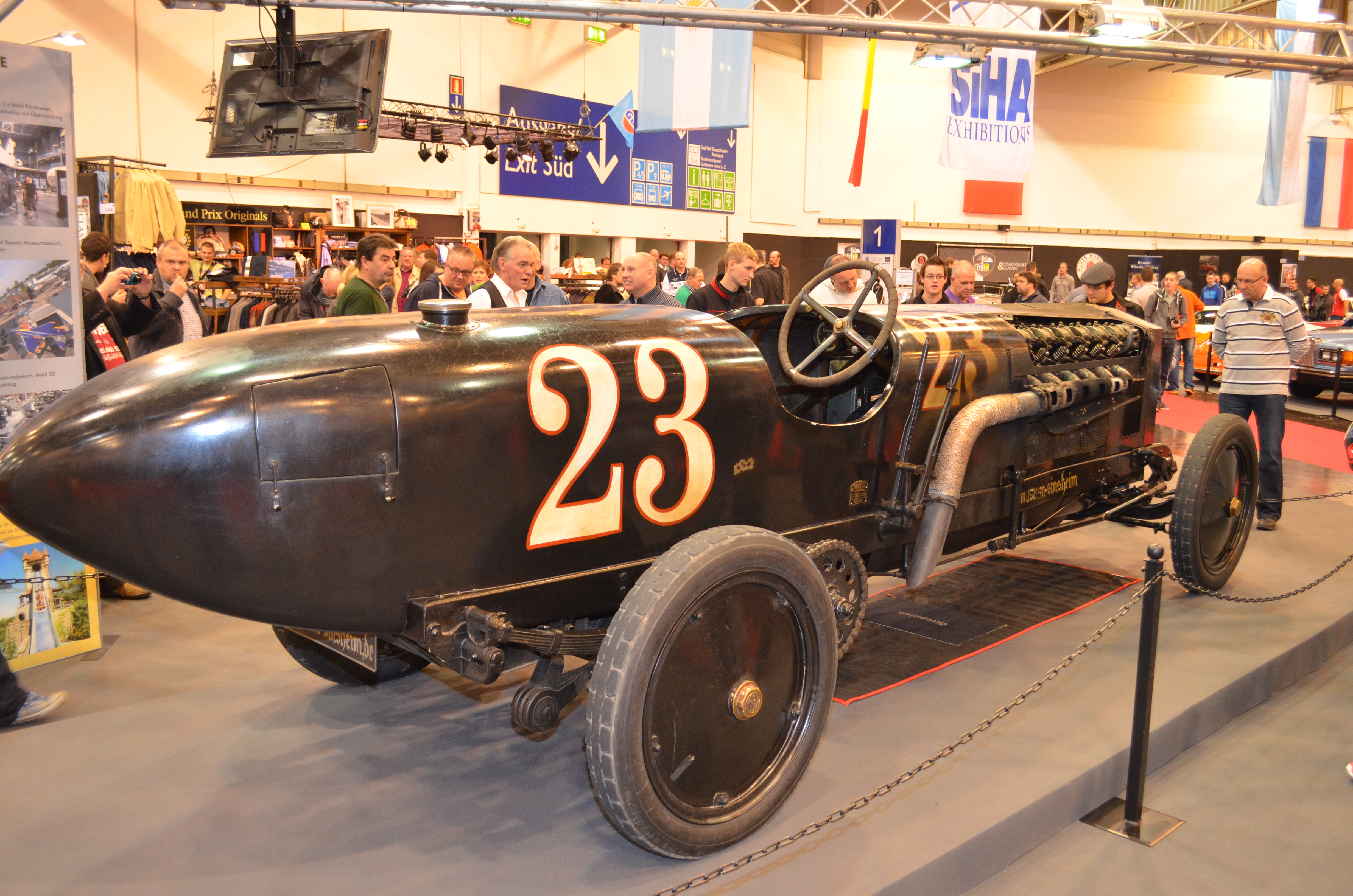

Il fabrique des avions militaires à moteurs 6 cylindres et V12 pour la Luftwaffe (aviation allemande de la Première Guerre mondiale). Il fusionne son industrie en 1913 avec celle de Karl Rapp pour fonder BMW (Bayerische Motoren Werke) en 1917, pour fabriquer des camions, motos, bateaux, et automobiles, à la suite de la victoire des Alliés et du traité de Versailles de 1919, qui interdit à l'industrie allemande toute activité militaire et aéronautique jusqu'en 1924. 
Ce prototype de voiture BMW Brutus de 1917 est destiné à la compétition et aux records de vitesse, avec un moteur d'avion BMW VI V12 de 47 L (45 842 cm³, réajusté à 47 000 cm³) à double carburateurs Zénith de 750 chevaux (un des moteurs d'avion allemand les plus importants de l'entre-deux-guerres),,,.

## Reconstitution
Eberhard Layher (de) (fondateur du musée automobile et technologique de Sinsheim en Allemagne) reconstitue ce modèle historique de la marque entre 1998 et 2006, avec un moteur BMW VI V12 de 550 ch de bombardier Heinkel He 111, retrouvé dans une casse en Espagne, et monté sur un châssis American LaFrance,.

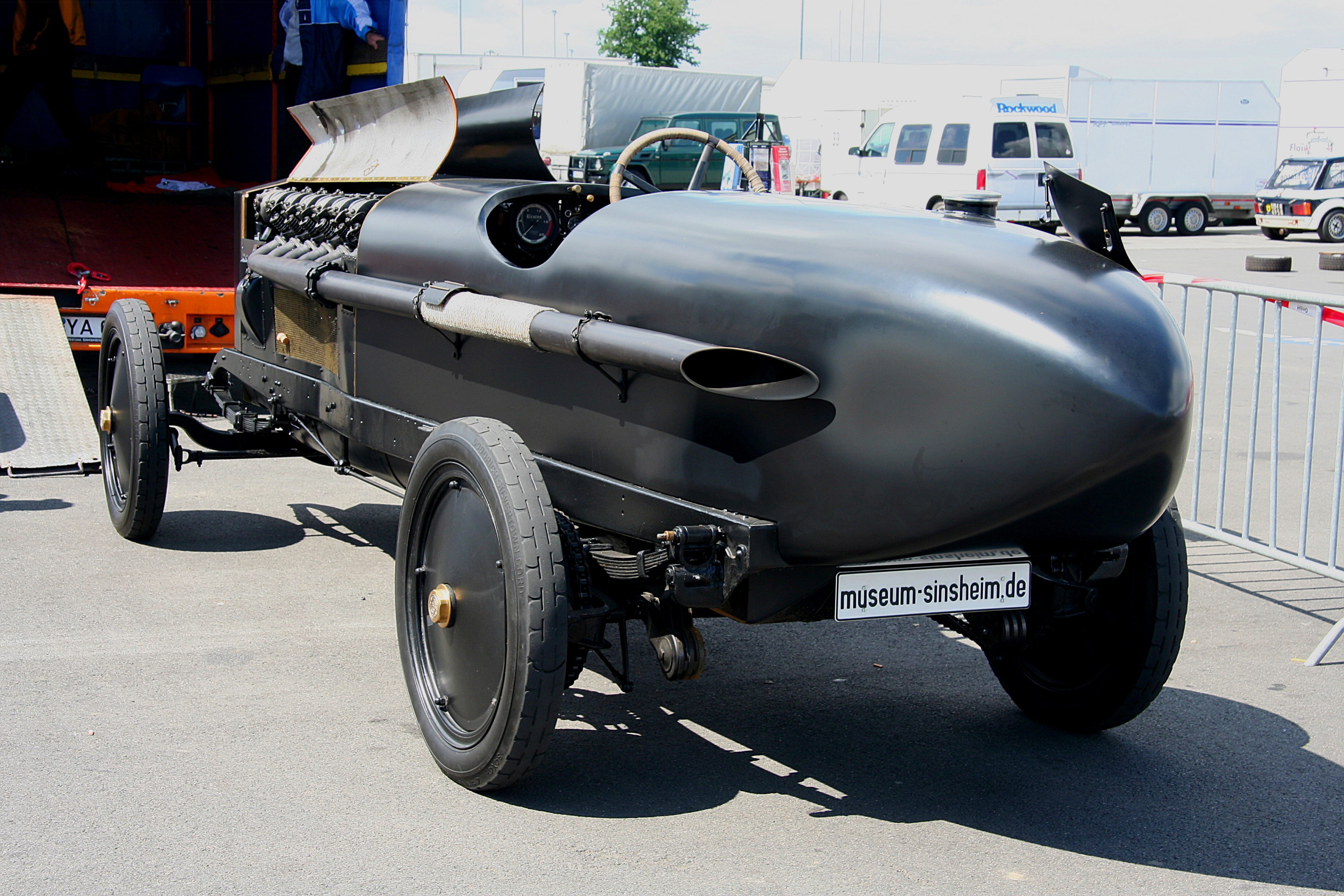

« Brutus » fait référence à Marcus Junius Brutus, fils adoptif de Jules César, qui fut impliqué dans l'assassinat de Jules César en 44 av. J.-C. Eberhard Layher est convaincu que cette voiture est une des voitures les plus dangereuses du monde, qui à l'image de Marcus Junius Brutus cherche à tuer son conducteur.

## voir aussi
- Musée BMW
- Moteur V12
- Histoire de l'aviation
- Histoire de l'automobile
- Chronologie de l'automobile
- Voiture à moteur d'avion